# Achomanes
Genre
Achomanes est un genre obsolète de la famille des Hyménophyllacées.

## Description
La clé de ce genre défini par Noël Martin Joseph de Necker est le caractère simple des frondes.

## Historique et position taxinomique
Le genre est décrit en 1791 par Noël Martin Joseph de Necker, sans espèce type, ce qui rend la description de ce genre invalide. Il lui donne le nom de faux trichomane.
En 1843, Karel Bořivoj Presl fait de Achomanes un sous-genre de Trichomanes, avec une nouvelle description et une série d'espèces. Ce sous-genre est globalement synonyme des sous-genres actuels du genre Trichomanes, Trichomanes et Feea.
En 1900, Edward Lee Greene fait de Trichomanes membranaceum l'unique espèce du genre Achomanes : Achomanes membranaceum (L.) Greene.
Cette unique espèce du genre est actuellement classée dans le genre Didymoglossum : Didymoglossum membranaceum (L.) Vareschi
En 1974,  Conrad Vernon Morton reprend le nom Achomanes pour un faire, à l'instar de Karel Bořivoj Presl, un sous-genre du genre Trichomanes ; il le dote de 9 sections : Achomanes, Acarpacrium, Feea, Homoeotes, Lacostea, Neurophyllum, Odontomanes, Ragatellus et Trigonophyllum. Ce sous-genre est actuellement éclaté complètement en genres et sous-genres différents par la révision de Atsushi Ebihara et al..
En tant que genre, il est donc synonyme actuellement de Didymoglossum en raison de l'unique espèce qui lui est associée.